# 北アメリカの紛争一覧
本記事は北アメリカで起きた紛争の一覧である。

## メソアメリカ

### メキシコ
- 537–838 ティカル・カラクムル戦争

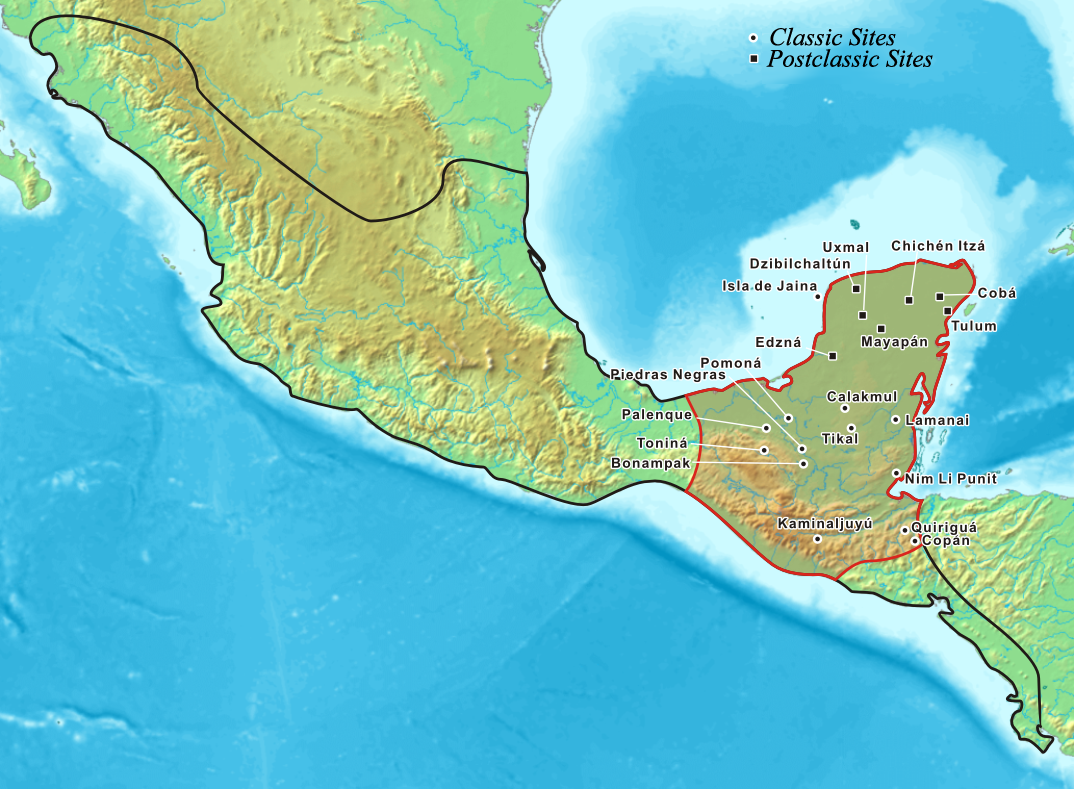
大きなメソアメリカ地域内のマヤ地域を表示している地図 (画像拡大で詳細を閲覧可能)

- 562 スカイ・ウィットネスがカラクムルをライバルのマヤの都市国家ティカルとの戦争に導き、数十年前からのユカタン半島南部でのティカルの大規模な勢力を破った
- 599年4月23日 マヤ都市パレンケの女王が古代のマヤの二大勢力の一つのカラクムルに敗北
- 695 ティカルのハサウ・チャン・カウィール1世がマヤ都市カラクムルを打ち負かした
- 711 パレンケはトニナの王国によって略奪・破壊され、王のキニチ・カン・バラム2世は捕らわれた
- circa 1250–1325 ティサアパンとクルワカンの都市国家間の紛争は1325年にテスココ湖でテノチティトランを建設するためにティサアパンから追放されて終了した
- circa 1325–1426 テノチティトラン・アスカポツァルコ同盟と都市国家テスココとの紛争はテパネカ王国の勝利で終わった
  - 1376–1395 テノチティトランの初代トラトアニ(王)のアカマピチトリはアスカポツァルコのためにChalco、Cuahnahuac、ソチミルコなど様々な都市国家と戦う遠征隊を送った
  - 1396–1417 テノチティトラン第二代トラトアニのウィツィリウィトルは、Tultitlan, Cuauhtitlan, Chalco, Tollantzingo, Xaltocan, Otompa 及びAcolmanの都市の占領・破壊をアシストした
  - 1418 アスカポツァルコ王テソソモクとテスココのイシュトリルショチトル1世との戦争
- 1426 テパネカ内戦
  - 1427 コヨアカンの統治者のマシュトラはアスカポツァルコの貴族の間での反乱を引き起こさせ、王座を奪った
  - 1427–1440 テツココのネサワルコヨトルと同盟を組み、イツコアトルはマシュトラを打ち負かし中央メキシコのテパネカの支配を終わらせた
- 1428–1521 テパネカ内戦後、アステカ三国同盟の設立と以降の花戦争の誘因
  - 1430–1440 ソチミルコ、Mixquic, Cuitlahuac及びTezompaに対しての戦役が成功したことでテノチティトランの農業資源の確保に成功し、クルワカンとコヨアカンの征服とともにメキシコの谷の南半分についての三国同盟の支配を強固にした
  - 1440–1458 モクテスマ1世の治世
    - ワステカ族とトトナック族を従属させた
    - 1458 モクテスマ1世は都市国家Coixtlahuacaに対してミシュテカ地域に遠征した
    - コサマロアパン、Ahuilizapan及び Cuetlachtlanに対する戦役が行われた

  - 1473 アシャヤカトルがトラテロルコを征服した
  - 1481–1486 テノチティトラン第7代トラトアニのティソクはトルーカ盆地のマトラツィンカ人の反乱を鎮圧した
  - 1486–1502  アウィツォトルは治世中にワステカ族の反乱を鎮圧し、その後ミシュテカとサポテカを征服した
  - 1502–1520 戦争を通じてモクテスマ2世はアステカ帝国の領土を遥か南方のチアパスのソコヌスコとテワンテペク地峡に拡大し、サポテカ族とヨピ族を帝国に組み込んだ

アステカ帝国の最大範囲(María del Carmen Solanes Carraro and Enrique Vela Ramírezより)

- 1519–1521 スペインのアステカ帝国征服
  - 1519年のチョルーラ虐殺
  - テノチティトラン包囲戦 (1521年5月26日 - 8月13日)
- 1527–1546 スペインのユカタン半島征服
- 1533–1933 メキシコ・インディアン戦争
  - 1533 ヤクイ戦争
  - 1540 シボラ征服
  - 1540 Tiguex戦争
  - 1540–1542 ミシュトン戦争
  - 1550–1590 チチメカ戦争
  - 1599 アコマ虐殺
  - 1601 Acaxeeの反乱
  - 1616 Tepehuánの反乱
  - 1641–1924 アパッチ・メキシコ戦争
  - 1641–1864 ナバホ戦争
  - 1680 プエブロの反乱
  - 1751 ピマ族の反乱
  - 1757 第一次マグダレナ虐殺
  - 1821–1870 コマンチ・メキシコ戦争
  - 1847–1901 ユカタン・カスタ戦争
- 1810–1821 メキシコ独立革命
- 1835–1836 テキサス革命
- 1838-1839 菓子戦争
- 1846-1848 米墨戦争

- 1857-1860 レフォルマ戦争
- 1861–1867 メキシコ出兵
- 1910–1921 メキシコ革命
- 1926–1929 クリステロ戦争
- 1968 トラテロルコ事件
- 1994–現在 サパティスタの反乱
- 1992–現在 麻薬戦争

イスパノアメリカの独立の進行
伝統的スペイン法制下の政府
中央評議会またはコルテスに所属
アメリカのフンタまたは反乱
独立国家を宣言または設立
フランスによる半島支配

  - 2006年12月11日–現在 メキシコ麻薬戦争
    - 2006年12月11日–現在 ミチョアカン作戦
    - 2007年1月2日–現在 バハ・カリフォルニア作戦
    - 2008–現在 シナロア作戦
    - 2007–現在 ヌエボ・レオン・タマウリパス共同作戦
      - 2010年11月5日 マタモロスでの銃撃戦 50–100人死亡
      - 8月24日 2010年サン・フェルナンド虐殺
      - 2011年4月6日 – 6月7日 2011年サン・フェルナンド虐殺
      - 8月25日 2011年モンテレイのカジノ攻撃
      - 2010年6月25日 ヌエボ・レオンの大墓地

    - 2008–現在 チワワ作戦
    - 2009年2月 – 現在 キンタナ・ロー作戦
    - 2011年7月16日 – 2011年8月4日 リンクス・ノース(Lynx North)作戦
      - 2010年6月25日 ヌエボ・レオンの大墓地
      - 8月24日 2010年サン・フェルナンド虐殺
      - 2010年11月5日 マタモロスでの銃撃戦 50–100人死亡
      - 2011年4月6日 – 6月7日 2011年サン・フェルナンド虐殺
      - 2011年6月3日 コアウイラの大墓地
      - 8月25日 2011年モンテレイのカジノ攻撃

    - 2011年8月28日 – 2011年10月31日 Escorpión作戦 (スコーピオン作戦)
      - 2010年6月25日 ヌエボ・レオンの大墓地
      - 8月24日 2010年サン・フェルナンド虐殺
      - 2010年11月5日 マタモロスでの銃撃戦 50–100人死亡
      - 2011年4月6日 – 6月7日 2011年サン・フェルナンド虐殺
      - 8月25日 2011年モンテレイのカジノ攻撃
      - 2011年6月3日 コアウイラの大墓地

## 北アメリカ

### カナダ

#### 17世紀以前
- 1006 ランス・オ・メドーでのノース人とスクレリングの間での小競り合い
- 1577 バフィン島でのマーティン・フロビッシャーの下でのイギリスの船員とイヌイットの間での小競り合い

#### 17世紀
- 17世紀 ビーバー戦争
  - 1610 ソレル(Sorel)の戦い
  - 1628 1628年7月17日の行動
  - 1644 ヴィル＝マリー(Ville-Marie)での行動
  - 1649 セント・イグナスとセント・ルイス襲撃
  - 1660 Long Saultの戦い
  - 1689 ラシーヌの虐殺
  - 1691 ラ・プレーリー(La Prairie)の戦い
  - 1692 モホーク・バレー襲撃
- 17世紀 英仏戦争
  - 1613 ポートロイヤルの戦い
  - 1628 タドゥサック占領
  - 1628 セントローレンス川での海軍行動
  - 1629 ケベック占領
  - 1629 バリーン(Baleine)包囲戦
  - 1630 セントルイス砦包囲戦
  - 1632 セントジョン襲撃
  - 1640 ポートロイヤルの戦い
  - 1654 ポートロイヤルの戦い
  - 1686 ハドソン湾遠征
  - 1688 オールバニ砦(Fort Albany)の戦い
- 1640–1701 フランス・イロコイ族戦争
  - 1692 ヴェルシェール砦(Fort Vercheres)の戦い
- 1643–1650 アカディア内戦
  - 1643 ポートロイヤルの戦い
  - 1645 ラ・ツアー砦(Fort La Tour)の戦い
- 1674 オランダのアカディア占領
- 1677 ポート・ラ・ツアー(Port La Tour)の戦い
- 1689–1697 ウィリアム王戦争
  - 1689 デュー・モンターニュ湖(Lake of Two Mountains)の戦い
  - 1690 Coulée Grouの戦い
  - 1690 ポートロワイヤルの戦い (1690年)
  - 1690 チェダブクトの戦い
  - 1690 ケベックの戦い (1690年)
  - 1693 オールバニ砦(Fort Albany)の戦い
  - 1694 ヨーク・ファクトリー占領
  - 1696 1696年7月14日の海戦
  - 1696 シグネクト奇襲
  - 1696 ナッシュワーク砦の戦い
  - 1696–1697 アバロン半島戦役
    - 1696 フェリーランド包囲戦
    - 1696 ペティー・ハーバー(Petty Harbour)襲撃
    - 1696 セントジョンズ包囲戦
    - 1697 カーボニア(Carbonear)の戦い

  - 1697 ハドソン湾の戦い

#### 18世紀
- 1702–1713 アン女王戦争
  - 1702 ニューファンドランド遠征 (1702年)
  - 1704 Chignecto襲撃
  - 1704 グランプレ奇襲
  - 1705 セントジョンズの包囲戦
  - 1707 ポートロワイヤルの戦い (1707年)
  - 1709 セントジョンズの戦い
  - 1709 フォートオールバニの戦い (1709年)
  - 1710 ポートロワイヤルの戦い (1710年)
  - 1711 ブラッディクリークの戦い (1711年)
- 1722–1725 ラル神父戦争
  - 1722 ウィネパングの戦い
  - 1723 キャンソ(Canso)襲撃
  - 1724 アナポリスロイヤル襲撃
  - 1725 キャンソ(Canso)襲撃
- 1744–1748 ジョージ王戦争
  - 1744 キャンソ(Canso)襲撃
  - 1744 アン砦包囲戦
  - 1745 ポール・トゥールーズの戦い
  - 1745 ルイブールの戦い (1745年)
  - 1746 ポール・ラ・ジョワイエの戦い
  - 1747 グランプレの戦い
- 1749–1755 ル・ルートル神父戦争
  - 1749 ダートマス奇襲 (1749年)
  - 1749 グラン＝プレ包囲戦
  - 1749–1750 Chignectoの戦い
  - 1750 セントクロワの戦い
  - 1751 ダートマス奇襲 (1751年)
  - 1751 Chignecto襲撃
  - 1751 ハリファックス襲撃
  - 1753 カントリー港(Country Harbour)での攻撃
- 1754–1763 フレンチ・インディアン戦争
  - 1755 1755年6月8日の海戦
  - 1755 ボーセジュール砦の戦い
  - 1755 ファンディ湾方面作戦
  - 1755 プティクーディアクの戦い
  - 1756 ルーネンバーグ奇襲 (1756年)
  - 1757 かんじきの戦い (1757年)
  - 1757 ブラッディクリークの戦い
  - 1758 ルイブールの戦い (1758年)
  - 1758 フロンテナック砦の戦い
  - 1758 セントローレンス湾方面作戦
  - 1758 サンジャン島方面作戦
  - 1758 プティクーディアク川方面作戦
  - 1758 かんじきの戦い (1758年) – イギリスのニューヨーク植民地と新フランス(カナダ)で起こった
  - 1759 セントジョン川方面作戦
  - 1759 ボーポール(Beauport)の戦い
  - 1759 エイブラハム平原の戦い
  - 1759 サンフランソワの襲撃
  - 1760 サントフォワの戦い
  - 1760 レスティグッシュ(Restigouche)の戦い
  - 1760 サウザンド諸島の戦い
  - 1762 シグナルヒルの戦い
- 1763–1766 ポンティアック戦争
  - 1763 ポイント・ペリー(Point Pelee)の戦い
- 1775–1776 アメリカ独立戦争
  - 1775 カナダ侵攻作戦
  - 1775 ベネディクト・アーノルドのケベック遠征
  - 1775 ロングポイントの戦い
  - 1775 セントジョンズ砦包囲戦
  - 1775 ケベックの戦い (1775年)
  - 1776 シーダーズの戦い
  - 1776 サンピエールの戦い
  - 1776 トロワリビエールの戦い
  - 1776 カンバーランド砦の戦い
  - 1777 セントジョンズ包囲戦
  - 1781 ケープ・ブレトン島沖の海戦
  - 1782 ハリファックス沖海戦
  - 1782 ルーネンバーグ襲撃
  - 1782 ハドソン湾遠征
- 1789 ヌートカ危機
- 1792 オピットサット(Opitsaht)の破壊
- 1793 パインアイランドフォート襲撃
- 1792–1797 第一次対仏大同盟
  - 1796 ニューファンドランド遠征

#### 19世紀
- 1800 United Irish反乱
- 1811 Tonquin事件
- 1812 米英戦争
  - 1812 ガナノクエ襲撃
  - 1812 クィーンストン・ハイツの戦い
  - 1812 キングストン沖の海軍の行動
  - 1812 ラコール・ミルズ(Lacolle Mills)の戦い
  - 1813 エリザベスタウン襲撃
  - 1813 ヨークの戦い
  - 1813 ジョージ砦の戦い
  - 1813 ストーニー・クリークの戦い
  - 1813 ビーバー・ダムズの戦い
  - 1813 「グロウラー」と「ジュリア」の捕獲
  - 1813 シャトーゲーの戦い
  - 1813 「バーリントンレース」(バーリントンの湖上戦)
  - 1813 River Canardの戦い
  - 1813 テムズの戦い
  - 1813 Massequoi Village
  - 1813 クライスラー農園の戦い
  - 1814 ロングウッズの戦い
  - 1814 ラコール・ミルズ(Lacolle Mills)の戦い
  - 1814 オデルトウン(Odelltown)の戦い
  - 1814 Port Dover襲撃
  - 1814 エリー砦占領
  - 1814 チッパワの戦い
  - 1814 ランディーズ・レーンの戦い
  - 1814 エリー砦包囲戦
  - 1814 ヒューロン湖の戦闘
    - 1814 ノッタワサガでの戦闘
    - 1814 「タイグリス(Tigress)」と「スコーピオン」の拿捕

  - 1814 エリー砦占領
  - 1814 エリー砦包囲戦
  - 1814 クックス・ミルズの戦い
  - 1814 マルコムス・ミルズ(Malcolm's Mills)の戦い
- 1816 ペミカン戦争
  - 1816 ジブラルタル砦占領
  - 1816 セブン・オークスの戦い
  - 1816 ダグラス砦占領
  - 1816 ウィリアム砦(Fort William)占領
- 1835–1845 Shiners戦争
- 1837–1838 ローワー・カナダ反乱
  - 1837 サン＝ドニ(Saint-Denis)の戦い
  - 1837 Saint-Charlesの戦い
  - 1837 サン・トゥスタッシュ(Saint-Eustache)の戦い
  - 1838 ラコール(Lacolle)の戦い
  - 1838 オデルトウン(Odelltown)の戦い
  - 1838 ボーアルノア(Beauharnois)の戦い
- 1837–1838 アッパー・カナダ反乱
  - 1837 モンゴメリーの酒場(Montgomery's Tavern)の戦い
  - 1838 ピーリー島(Pelee Island)の戦い
  - 1838 ショート・ヒルズ(Short hills)襲撃
  - 1838 風車(Windmill)の戦い
  - 1838 ウィンザーの戦い
- 1838 アルーストック戦争
- 1838 ニコラの戦争
- 1849 Courthouse Rebellion
- 1849 モントリオール暴動
- 1849 Stony Monday暴動
- 1858 Fraser Canyon Gold Rush skirmishes along the Okanagan Trail
- 1858 フラスター・キャニオン(Fraster Canyon)戦争
- 1859 McGowan戦争
- 1859 ブタ戦争 (サンフアン諸島)
- 1863 ラマルチャ(Lamalcha)戦争
- 1864 チルコーティン戦争
- 1864 キングフィッシャー(Kingfisher)事件
- 1866–1871 フェニアン襲撃
  - 1866 リッジウェイの戦い
  - 1866 エリー砦の戦い
  - 1866 ピジョンヒルの戦い
  - 1870 エクルズ・ヒル(Eccles Hill)の戦い
  - 1870 トラウト川(Trout River)の戦い
- 1867 グラウス・クリーク(Grouse Creek)戦争
- 1869–1870 レッドリバーの反乱
  - 1870 ヴォルズリー(Wolseley)遠征
- 1870 ベリ川の戦い
- 1873 サイプレス・ヒルズ(Cypress Hills)の虐殺
- 1885 ノースウェストの反乱
  - 1885 ダック・レイク(Duck Lake)の戦い
  - 1885 フロッグ・レイク虐殺
  - 1885 ピット砦の戦い
  - 1885 フィッシュ・クリークの戦い
  - 1885 カット・ナイフの戦い
  - 1885 バトッシュ(バトシエ)の戦い
  - 1885 フレンチマン・ビュート(Frenchman's Butte)の戦い
  - 1885 ルーン・レイク(Loon Lake)の戦い
- 1886 反中国人暴動
- 1887 ワイルドホース・クリーク戦争

#### 20世紀
- 1902年6月22日: Toronto Streetcar Strike riot
- 1907 –アジア排斥同盟 (バンクーバー暴動)
- 1913 – バンクーバー島戦争
- 1918 – Conscription Crisis of 1917
- 1918 – バンクーバー・ゼネラル・ストライキ
- 1919 – ウィニペグ・ゼネラル・ストライキ
- 1925 – New Waterford Rebellion. See Davis Day.
- 1926 – Regina暴動
- 1933年8月16日: トロントでのクリスティー・ピッツ(Christie Pits)暴動
- 1935 – On-to-Ottawa TrekとRegina暴動
- 1935 – Ballantyne Pierの戦い
- 1938 – 血の日曜日事件
- 1939–1945 – 第二次世界大戦
  - 1939–1945 – 大西洋の戦い
  - 1942–1944 – セントローレンスの戦い
  - 1942 – エステバンポイントの灯台砲撃 (伊号第二十六潜水艦)
  - 1944 – Terrace反乱
  - 1945 – ヨーロッパ戦勝記念日でのハリファックス暴動
- 1955 – リシャール暴動
- 1967 – Yorkville, Toronto summer street sit-ins and "riots".
- 1969 – Murray-Hill暴動
- 1970 – オクトーバー・クライシス (ケベック解放戦線による拉致事件)
- 1971 – ギャスタウン暴動
- 1982年10月14日: Squamish Fiveがリットン・インダストリーズの工場を爆破
- 1983 – Solidarity危機
- 1985年6月23日: インド航空182便爆破事件
- 1990年7月11日 - 9月26日: オカ危機
- 1990–1992 – ノースウェスト準州イエローナイフのロイヤルオーク・マインでストライキ、スト破り及び爆破事件が起きた
- 1993年6月9日: モントリオールスタンレー・カップ暴動
- 1994年6月14日: バンクーバースタンレー・カップ暴動
- 1995 – Gustafsen Lake立てこもり事件
- 1995 – Ipperwash危機
- 1997–2000 – Wiebo Ludwigと彼の信者が his followers bomb wellheads in Alberta's oil country

#### 21世紀
- 2006年2月28日から現在: カレドニア土地紛争
- 2009 – 2009年バンクーバーでのギャング抗争
- 2011年6月15日: 2011年バンクーバースタンレー・カップ暴動

### アメリカ合衆国
- 1200–1650 Chiefly Warfare Cult
- 1325 Crow Creek虐殺
- 1609–1924 インディアン戦争
  - 1609–1701 ビーバー戦争
    - 1692年2月 モホーク谷(Mohawk Valley)襲撃

  - 1610–1646 アングロ・ポウハタン戦争
    - 1610–1614 第一次アングロ・ポウハタン戦争
    - 1622–1632 第二次アングロ・ポウハタン戦争
    - 1644–1646 第三次アングロ・ポウハタン戦争

  - 1634–1638 ピクォート戦争
  - 1640 フランス・イロコイ族戦争
  - 1675–1678 フィリップ王戦争き
  - 1689–1697 ウィリアム王戦争
  - 1702–1713 アン女王戦争
  - 1706–1877 コマンチェ戦争
  - 1715–1717 ヤマシー戦争
  - 1744–1748 ジョージ王戦争
  - 1763 ポンティアック戦争
  - 1774 ダンモアの戦争
  - 1785–1795 北西インディアン戦争
  - 1813–1814 クリーク戦争
  - 1816–1858 セミノール戦争
  - 1832 ブラック・ホーク戦争
  - 1835–1842 第二次セミノール戦争
  - 1846–1866 ナバホ戦争
  - 1849–1924 アパッチ戦争
    - ビクトリオの戦争
    - アパッチ戦争のレネゲード時代 1881-1924 A.D.
      - ジェロニモの戦争 1881-1886 A.D.

  - 1849–1923 ユト戦争
  - 1849–1855 ジカリア戦争
  - February 1856 Tintic戦争
  - 1865–1872 ブラック・ホーク戦争
  - 1879 ホワイト川戦争
  - 1914年3月 – 1915年3月11日 ブラフ(Bluff)戦争
  - 1923年3月20日 - 23日 Posey戦争
  - 1850–1851 マリポサ戦争
  - 1854–1891 スー戦争
    - 1890年12月29日 – 1891年1月15日 ゴースト・ダンス戦争
      - 1890年12月29日 ウンデット・ニーの虐殺

    - 1823年8月 アリカラ戦争
    - 1854年8月19日 グラッタンの虐殺
    - 1862 ダコタ戦争
    - 1863–1865 コロラド戦争
    - 1865年8月1日 - 9月24日 パウダー川戦争
    - 1866–1868 レッドクラウド戦争
    - 1876–1877 ブラックヒルズ戦争
    - 1890年12月29日 – 1891年1月15日 ゴースト・ダンス戦争

  - 1855–1856 ピュージェット湾戦争
  - 1857–1858 ユタ戦争
  - 1859–1860 メンドシーノ(Mendocino)戦争
  - 1860 パイユート戦争
  - 1862 ダコタ戦争
  - 1863–1865 コロラド戦争
  - 1872–1873 モードック戦争
  - 1898 シュガーポイントの戦い
- 1664年8月27日 イングランドがニューネーデルランドを併合
- 1672–1674 第三次英蘭戦争
  - 1673年8月 オランダがニューネーデルラントを再占領した
  - 1674年11月 ウェストミンスター条約で戦争が終結し、ニューネーデルラントがイングランドに割譲された
- 1688年9月 – 1697年9月 大同盟戦争 (九年戦争)
  - 1689年6月27日 ドーバー襲撃
  - 1689年8月2日 - 3日 ペマキッド(Pemaquid)包囲戦
  - 1690年3月27日 Salmon Falls襲撃
  - 1690年5月20日 - 21日 ロイヤル砦の戦い
  - 1692年1月24日 ヨーク襲撃
  - 1692年6月10日 - 13日 ウェルズ襲撃
  - 1694年7月18日 オイスター川襲撃
  - 1696年8月14日 - 15日 ペマキッド包囲戦
  - 1697年3月15日 ヘイブリル襲撃
- 1701–1714 スペイン継承戦争
  - 1702年10月7日 - 18日 フリント川の戦い
  - 1702年11月10日 - 12月30日 セントオーガスティン包囲戦
  - 1703年8月10日 - 10月6日 北アメリカ北東岸の襲撃 (1703年)
  - 1704年2月29日 ディアフィールド奇襲
  - 1704年1月25日 - 26日 アパラチー虐殺
  - 1706年9月 チャールズ・タウン遠征
  - 1707年8月12日 - 11月30日 ペンサコーラ包囲戦
  - 1708年8月29日 ヘイヴァーヒル奇襲
- 1740年12月16日 – 1748年10月18日 オーストリア継承戦争
  - 1745年7月19日 - 9月5日 北アメリカ北東岸の襲撃 (1745年)
  - 1745年11月28日 サラトガ襲撃
  - 1746年8月19日 - 20日 マサチューセッツ砦包囲戦
  - 1747年4月7日 - 9日 フォート・アット No.4(Fort at Number 4)包囲戦
- 1754–1763 フレンチ・インディアン戦争
  - 1754年5月28日 ジュモンヴィルグレンの戦い
  - 1754年7月3日 ネセシティ砦の戦い
  - 1755年6月16日 ボーセジュール砦の戦い
  - 1755年7月9日 ブラドック遠征
  - 1755 ジョージ湖の戦い
  - 1756年4月18日 グレート・カカポン(Great Cacapon)の戦い
  - 1756年8月 オスウィーゴ砦の戦い (1756年)
  - 1756年9月8日 アームストロング遠征 (キッタニング遠征)
  - 1757年1月21日 かんじきの戦い (1757年)
  - 1757年7月26日 サバスデイポイントの戦い
  - 1757年8月9日 ウィリアム・ヘンリー砦の戦い
  - 1758年3月23日 かんじきの戦い (1758年)
  - 1758年7月27日 ルイブールの戦い
  - 1758年8月 フロンテナック砦の戦い
  - 1758年7月8日 カリヨンの戦い
  - 1758年9月14日 デュケーヌ砦の戦い
  - 1758年10月12日 リゴンアー砦の戦い
  - 1758年11月25日 フォーブス遠征
  - 1759 タイコンデロガの戦い (1759年)
  - 1759 ナイアガラ砦の戦い
  - 1759年7月31日 ボーポール(Beauport)の戦い
  - 1759年9月13日 エイブラハム平原の戦い
  - 1760年4月28日 サントフォワの戦い
  - 1760 モントリオールの戦い
  - 1762 シグナルヒルの戦い
- 1764–1771 世直しの戦争
- 1775–1783 アメリカ独立戦争

- - 1774–1776 ボストン方面作戦
  - 1775–1776 カナダ侵攻作戦

1750年から2008年までの非ネイティブ国家の北アメリカの領土進化

  - 1776 ニューヨーク・ニュージャージー方面作戦
  - 1777 サラトガ方面作戦
  - 1779 サリバン遠征
  - 1775年4月19日 レキシントン・コンコードの戦い
  - 1775年4月20日 – 1776年3月17日 ボストン包囲戦
  - 1775年5月10日 タイコンデロガの攻略
  - 1775年6月11日 - 12日 マチャイアスの海戦
  - 1775年6月17日 バンカーヒルの戦い
  - 1775年8月8日 グロスターの戦い
  - 1775年8月23日 - 11月3日 セントジョンズ砦包囲戦
  - 1775年9月24日 ロングポイントの戦い
  - 1775年11月14日 ケンプスランディングの戦い
  - 1775年11月28日 - 12月9日 グレートブリッジの戦い
  - 1775年12月31日 ケベックの戦い
  - 1776年2月27日 ムーアズクリーク橋の戦い
  - 1776年3月2日 - 4日 ドーチェスター高地の要塞化
  - 1776年3月2日 - 3日 ライスボートの戦い
  - 1776年5月15日 - 26日 シーダーズの戦い
  - 1776年6月8日 トロワリビエールの戦い
  - 1776年8月27日 ロングアイランドの戦い
  - 1776年9月15日 キップス湾の上陸戦
  - 1776年9月16日 ハーレムハイツの戦い
  - 1776年10月11日 バルカー島の戦い
  - 1776年10月28日 ホワイト・プレインズの戦い
  - 1776年12月26日 トレントンの戦い
  - 1777年1月3日 プリンストンの戦い
  - 1777年7月5日 - 6日 タイコンデロガ砦包囲戦
  - 1777年8月6日 オリスカニーの戦い
  - 1777年8月16日 ベニントンの戦い
  - 1777年9月11日 ブランディワインの戦い
  - 1777年9月19日 フリーマン農場の戦い
  - 1777年10月2日 ジャーマンタウンの戦い
  - 1777年10月7日 ベミス高地の戦い
  - 1777年10月17日 サラトガの戦い
  - 1778年5月25日 フリータウン襲撃
  - 1778年6月28日 モンマスの戦い
  - 1778年6月30日 アリゲーター橋の戦い
  - 1778年7月27日 第一次ウェサン島の海戦
  - 1778年8月29日 ロードアイランドの戦い
  - 1779年2月23日 - 25日 ビンセンズ砦(Fort Vincennes)包囲戦
  - 1779年7月16日 ストーニーポイントの戦い
  - 1779年7月24日 - 8月12日 ペノブスコット遠征
  - 1779年8月29日 ニュータウンの戦い
  - 1779年10月9日 サバンナ包囲戦
  - 1780年1月16日 サン・ビセンテ岬の月光の海戦
  - 1780年3月29日 チャールストン包囲戦
  - 1780年8月8日 Piquaの戦い
  - 1780年8月16日 キャムデンの戦い
  - 1780年10月7日 キングスマウンテンの戦い
  - 1781年1月17日 カウペンスの戦い
  - 1781年3月15日 ギルフォード郡庁舎の戦い
  - 1781年9月6日 グロトンハイツの戦い
  - 1781年9月8日 ユートースプリングスの戦い
  - 1781年9月28日 - 10月19日 ヨークタウンの戦い
  - 1781年12月12日 第二次ウェサン島の海戦
  - 1782年2月17日 サドラス(Sadras)の戦い
  - 1782年4月9日 - 12日 セインツの海戦
  - 1782年8月19日 ブルーリックスの戦い
- 1794 ウィスキー税反乱
- 1812–1814 米英戦争
  - 1811-1813年 テカムセの戦争
  - 1813年 – 1814年8月 クリーク戦争
  - 1814年11月7日 - 9日 ペンサコーラの戦い
  - 1814年12月13日 1814年12月13日の行動 (ルイジアナ戦役)
  - 1814年12月14日 ボーン湖の湖上戦
  - 1815年1月9日 - 18日 セントフィリップ砦包囲戦
  - 1815年1月13日 - 14日 ピーター砦(Fort Peter)の戦い
  - 1815年8月 ニューオーリンズの戦い
  - デトロイト包囲戦
  - 1813 エリー湖の湖上戦
- 1820–1875 テキサスのインディアン戦争
- 1835–1836 テキサス革命
  - 1835年10月2日 ゴンザレスの戦い
  - 1835年10月10日 ゴリアドの戦い
  - 1835年11月4日 リパンティトランの戦い
  - 1835年10月28日 コンセプシオンの戦い
  - 1835年11月26日 グラス・ファイト
  - 1835年10月12日 - 12月11日 ベハル包囲戦
  - 1836年2月27日 サンパトリシオの戦い
  - 1836年3月2日 アグア・ドゥルセの戦い
  - 1836年2月23日 - 3月6日 アラモの戦い
  - 1836年3月12日 - 15日 レフュジオの戦い
  - 1836年3月19日 - 20日 コレトの戦い
  - 1836年4月21日 サンジャシントの戦い
- 1838 ミズーリ州モルモン戦争
- 1844–1846 イリノイ州モルモン戦争
- 1846–1848 米墨戦争
  - 1846年8月13日 - 9月30日 ロサンゼルス包囲戦
- 1854–1858 血を流すカンザス
  - 1856 ローレンス襲撃
  - 1856 ポタワトミー虐殺
- 1859年10月29日 ジョン・ブラウンのハーパーズ・フェリー襲撃
- 1861–1865 南北戦争
  - 1862年2月11日 - 16日 ドネルソン砦の戦い
  - 1862年4月6日 - 7日 シャイローの戦い
  - 1862年8月28日 - 30日 第二次ブルランの戦い
  - 1862年9月17日 アンティータムの戦い
  - 1862年12月31日 – 1863年1月2日 ストーンズリバーの戦い
  - 1863年4月30日 - 5月6日 チャンセラーズヴィルの戦い
  - 1863年7月1日 - 3日 ゲティスバーグの戦い
  - 1863年7月13日 - 16日 ニューヨーク徴兵暴動
  - 1863年9月19日 - 20日 チカマウガの戦い
  - 1864年5月5日 - 7日 荒野の戦い
  - 1864年5月8日 - 21日 スポットシルバニア・コートハウスの戦い
  - 1864年4月7日 アポマトックス・コートハウスの戦い
- 1865–1866 フェニアンの襲撃
- 1878 リンカーン郡戦争
- 1881 OK牧場の決闘
- 1887-1894 ハットフィールド家とマッコイ家の争い
- 1892 ホームステッド・ストライキ
- 1910–1919 国境戦争
- 1914年4月20日 ラドロー虐殺
- 1914–1918 第一次世界大戦
  - 1914年4月21日 Ypiranga事件
  - 1916年7月30日 2:08:00 AM (AST; GMT−4) ブラック・トム大爆発
  - 1917年1月11日 キングスランド爆発
  - 1917年8月2日 - 3日 グリーン・コーンの反乱
  - 1918年7月21日 Orleans攻撃
  - 1918年8月7日 アンボス・ノガレス(Ambos Nogales)の戦い
- 1921年5月31日 - 6月1日 タルサ人種虐殺
- 1921年9月10日 - 21日 ブレアマウンテン(Blair Mountain)の戦い
- 1939–1945 第二次世界大戦
  - 1940年10月16日 – 1941年5月21日 Machita事件
  - 1941年12月7日 真珠湾攻撃
  - 1942年2月23日 アメリカ本土砲撃
  - 1942年2月24日 - 25日 ロサンゼルスの戦い
  - 1942年6月3日 – 1943年8月15日 アリューシャン方面の戦い
  - 1942年6月21日 フォート・スティーブンス砲撃
  - 1942年7月27日 ローズバーグの殺人
  - 1942年9月9日 - 29日 オレゴン州空襲 (アメリカ本土空襲)
  - 1943年5月30日 ズートスーツ暴動
  - 1944年8月14日 フォート・ロートン暴動
  - 1945年3月12日 サンタフェ暴動
  - 1945年4月16日 - 9月17日 フラー(Hula)計画
  - 1945年7月8日 真夜中の虐殺
- 1946年5月2日 - 4日 アルカトラズの戦闘
- 1946年8月 1日 - 3日 アセンズの戦い
- 1965年8月11日 - 17日 ワッツ暴動
- 1967年7月23日 - 27日 デトロイト暴動 (1967年)
- 1970年5月4日 ケント州立大学銃撃事件
- 1971年9月9日 アッティカ刑務所暴動
- 1973年2月27日 - 5月8日 ウンデッド・ニー事件
- 1975年6月26日 パインリッジ銃撃戦
- 1985年5月13日 フィラデルフィア警察の「MOVE」爆撃
- 1992年4月29日 ロサンゼルス暴動
- 1992年8月21日 - 31日 ルビー・リッジ事件 (ルビーリッジの悲劇)
- 1993年2月28日 - 4月19日 ウェーコ包囲 (ブランチ・ダビディアン)
- 1995年4月19日 オクラホマシティ連邦政府ビル爆破事件
- 1997年2月28日 ノースハリウッド銃撃戦
- 2001–present 対テロ戦争
  - 2001年9月11日 アメリカ同時多発テロ事件
  - 2007年5月8日 フォートディックス基地攻撃計画
  - 2009年11月5日 フォート・フッド銃乱射事件
  - 2013年4月15日 ボストンマラソン爆弾テロ事件
  - 2014年4月2日 フォート・フッド銃乱射事件
- 2014年4月5日 - 2014年5月 バンディー・スタンドオフ
- 2016年1月1日 - 2月16日 マラー国立野生動物保護公園の占拠

## 中央アメリカ

### グアテマラ
- 1524 — 1697 スペインのグアテマラ征服

| 日付          | 出来事                                                                                           | 現代の地域(またはメキシコの州)                                     |
| ------------- | ------------------------------------------------------------------------------------------------ | ------------------------------------------------------------------ |
| 1524年2月-3月 | スペインがキチェに対して勝利                                                                     | レタルレウ、スチテペケス、ケツァルテナンゴ、トトニカパン及びキチェ |
| 1524年2月8日  | Zapotitlánの戦い スペインがキチェに対して勝利                                                    | スチテペケス                                                       |
| 1524年2月12日 | 第一次チマルテナンゴの戦い この戦いでキチェの君主テクン・ウマンが死亡                            | チマルテナンゴ                                                     |
| 1524年2月18日 | 第二次チマルテナンゴの戦い                                                                       | チマルテナンゴ                                                     |
| 1524年3月     | ペドロ・デ・アルバラード下のスペインがキチェの首都クマルカフを破壊した                           | キチェ                                                             |
| 1524年4月14日 | スペインはイシムチェに侵入しカクチケルと同盟を結んだ                                             | チマルテナンゴ                                                     |
| 1524年4月18日 | アティトラン湖岸での戦いでスペインはツトゥヒルを打ち負かした                                     | ソロラ                                                             |
| 1524年5月9日  | ペドロ・デ・アルバラードがIzcuintepeque付近のPanacaltepequeまたはPanacalのPipilを打ち負かした    | エスクィントラ                                                     |
| 1524年5月26日 | ペドロ・デ・アルバラードがAtiquipaqueのシンカを打ち負かした                                      | サンタ・ローサ                                                     |
| 1524年7月27日 | イシムチェはグアテマラの最初の植民地首都を宣言した                                               | チマルテナンゴ                                                     |
| 1524年8月28日 | カクチケルはイシムチェを放棄し同盟を破った                                                       | チマルテナンゴ                                                     |
| 1524年9月7日  | スペインがカクチケルに宣戦布告                                                                   | チマルテナンゴ                                                     |
| 1525          | ペドロ・デ・アルバラードがポコマムの首都を陥落させた                                             | グアテマラ                                                         |
| 1525年3月13日 | エルナン・コルテスがペテン・イツァ湖に到着                                                       | ペテン                                                             |
| 1525年10月    | マムの首都サクレウは、長期間の包囲の後ゴンサロ・デ・アルバラード・イ・コントレーラスに降伏した   | ウェウェテナンゴ                                                   |
| 1526          | チャホマ人のスペインに対する反乱                                                                 | グアテマラ                                                         |
| 1526          | アカサグアストランがDiego Salvatierraにエンコミエンダとして委託される                            | エル・プログレソ                                                   |
| 1526          | アルバラードより送られてきたスペインのキャプテン達がチキムラを征服                               | チキムラ                                                           |
| 1526年2月9日  | スペインの脱走兵がイシムチェを炎上させた                                                         | チマルテナンゴ                                                     |
| 1527          | スペインはグアテマラの首都テクパンを放棄した                                                     | チマルテナンゴ                                                     |
| 1529          | サン・マテオ・イシュタタンがゴンサロ・デ・オバジェにエンコミエンダとして委託される               | ウェウェテナンゴ                                                   |
| 1529          | スペインがウスパンタンで敗走                                                                     | キチェ                                                             |
| 1529年9月     | チキムラの反乱が鎮圧された                                                                       | チキムーラ                                                         |
| 1530年4月     | カクチケルがスペインに降伏                                                                       | サカテペケス                                                       |
| 1530年5月9日  | イシルとウスパンテコがスペインに降伏                                                             | キチェ                                                             |
| 1530年12月    | Juan de León y Cardonaがサン・マルコスとサン・ペドロ・サカテペケスを設立した                     | サン・マルコス                                                     |
| 1533年4月     | コバンの創設                                                                                     | アルタ・ベラパス                                                   |
| 1543          | チュフとカンホバルの最初の縮小                                                                   | ウェウェテナンゴ                                                   |
| 1549          | サン・クリストバル・アカサグアスティアン(San Cristóbal Acasaguastlán)のコレヒミエント創設        | エル・プログレソ、サカパ及びバハ・ベラパス                         |
| 1551          | 低地のマヤがFrancisco de Vicoを殺害                                                              | アルタ・ベラパス                                                   |
| 1555          | TopiltepequeとLakandon Ch'olの縮小                                                               | アルタ・ベラパス                                                   |
| 1560          | フランシスコ会の宣教師がイツァの首都のノフペテンに到着                                           | ペテン                                                             |
| 1618          | 更なる宣教師のノフペテン遠征                                                                     | ペテン                                                             |
| 1619          | サン・マテオ・イシュタタンとサンタ・エウラリア(Santa Eulalia)の縮小                              | ウェウェテナンゴ                                                   |
| 1686年1月29日 | Melchor Rodríguez Mazariegosはウェウェテナンゴを去り、Lacandónへの遠征を率いた                   | ウェウェテナンゴ                                                   |
| 1695          | フランシスコ会の修道士アンドレス・デ・アベンダーニョはイツァの改宗を試みた                       | ペテン                                                             |
| 1695年2月28日 | ラカンドンに対するスペインの探検隊がコバン、サン・マテオ・イシュタタン、オコシンゴから同時に出発 | アルタ・ベラパス、ウェウェテナンゴ及びチアパス州                   |
| 1696          | アンドレス・デ・アベンダーニョはノフペテンから去ることを余儀なくされた                           | ペテン                                                             |
| 1697年3月13日 | 激しい戦闘の後スペインはノフペテンを陥落させた                                                   | ペテン                                                             |

- 1530 アルバラードによるCakchiquelのマヤン族の王国、マム人及びイシル族の奴隷化
- 1811 1811 独立運動
- 1823 — 1838 中央アメリカ連邦共和国独立とメキシコ帝国による併合
- 1896 — 1898 中央アメリカ大共和国
- 1960 — 1996 中米紛争
  - 1960 — 1996 グアテマラ内戦

### ニカラグア
- 1898–1934 バナナ戦争
  - 1912年9月19日 マサヤの戦い
  - 1912年10月3日 — 1912年10月4日 コヨテペ丘(Coyotepe Hill)の戦い
  - 1927年5月16日 ラ・パス・セントロ(La Paz Centro)の戦い
  - 1927年7月16日 オコタルの戦い
  - 1927年7月25日 サン・フェルナンド(San Fernando)の戦い
  - 1927年7月27日 サンタ・クララ(Santa Clara)の戦い
  - 1927年9月19日 テルパネカ(Telpaneca)の戦い
  - 1927年10月9日 Sapotillalの戦い
  - 1928年1月1日 ラス・クルーセス(Las Cruces)の戦い
  - 1928年2月27日 — 1928年2月28日 El Bramaderoの戦い
  - 1928年5月13日 — 1928年5月14日 La Florの戦い
  - 1930年12月31日 アチュアパ(Achuapa)の戦い
  - 1932年9月16日 Agua Cartaの戦い
  - 1932年12月26日 エル・サウセ(El Sauce)の戦い
- 1926–1927 ニカラグア内戦
- 1960–1996 中米紛争
  - 1961–1990 サンディニスタ革命

### コスタリカ
- 1948年3月12日 - 4月24日 コスタリカ内戦

### エルサルバドル
- 1969 サッカー戦争
- 1960–1996 中米紛争
  - 1979–1992 エルサルバドル内戦
    - 1981年12月11日 エル・モソテ虐殺
    - 1982年8月21日 — 1982年8月22日 El Calabozo虐殺
    - 1985年6月19日 21:30 ソナ・ロサ(Zona Rosa)攻撃
    - 1989年11月16日 中米大学の学者(司祭)の殺害

### ホンジュラス
- 1960–1996 中米紛争
  - 1982–1986 3-16大隊は少なくとも184人のホンジュラスの学生、教授、ジャーナリスト、人権活動家などの殺害・失踪・拷問・誘拐を行った

### パナマ
- 1960 — 1996 中米紛争
  - 1989 — 1990 アメリカのパナマ侵攻
    - 1989年12月20日 アシッド・ガンビット(Acid Gambit)作戦
    - 1989年12月23日 ニフティ・パッケージ作戦

### ベリーズ
- 1981 Heads of Agreement危機

## カリブ海地域

### プエルトリコ
- 1511 タイノ族の反乱
- 1568–1648 八十年戦争
  - 1625年9月24日 サン・フアンの戦い
- 1868 Grito de Lares
- 1898年4月25日 - 8月12日 米西戦争
  - 1898年5月12日 サン・フアン砲撃
  - 1898年6月22日 第二次サン・フアンの戦い
  - 1898年6月28日 第三次サン・フアンの戦い
  - 1898 プエルトリコ南部のグアニカ(Guanica)を通じたアメリカのプエルトリコ侵攻

### ドミニカ共和国
- 1519–1533 スペイン人に対するエンリキヨ(Enriquillo)の反乱
- 1585–1604 英西戦争 (1585年)
  - 1586年1月1日 サントドミンゴの戦い
- 1904年2月1日 - 11日 サントドミンゴ事件
- 1916–1924 アメリカのドミニカ共和国占領
- 1965–1966 アメリカのドミニカ共和国占領

### キューバ
- 1524–1530 キューバを支配するスペインに対するGuamá主導の反乱
- 1568–1648 八十年戦争
  - 1628年9月7日 - 8日 マタンサス湾での戦い
- 1868年10月10日 – 1878 第一次キューバ独立戦争 (十年戦争)
- 1898年4月25日 - 8月12日 米西戦争
  - 1898年4月25日 1898年4月25日の行動
  - 1898年5月8日 第一次カルデナスの戦い
  - 1898年5月11日 第二次カルデナスの戦い
  - 1898年5月11日 シエンフエゴスの戦い
  - 1898年6月6日 - 10日 グアンタナモ湾の戦い
  - 1898年6月13日 1898年6月13日の行動
  - 1898年6月24日 Las Guasimasの戦い
  - 1898年6月30日 第一次マンサニヨの戦い
  - 1898年6月30日 Tayacobaの戦い
  - 1898年7月1日 Aguadoresの戦い
  - 1898年7月1日 エル・カネイ(El Caney)の戦い
  - 1898年7月1日 サン・ファン丘の戦い
  - 1898年7月1日 第二次マンサニヨの戦い
  - 1898年7月3日 サンチャゴ・デ・キューバ海戦
  - 1898年7月3日 - 17日 サンティアーゴ包囲戦
  - 1898年7月18日 第三次マンサニヨの戦い
  - 1898年7月21日 ニペ湾(Nipe Bay)の戦い
  - 1898年7月23日 Rio Manimaniの戦い
- 1898–1934 バナナ戦争
- 1906–1909 アメリカのキューバ占領
- 1912 黒人反乱
- 1917–1922 砂糖介入
- 1953–1959 キューバ革命
  - 1958年6月28日 - 8月8日 Verano作戦
  - 1958年7月11日 - 21日 ラ・プラタの戦い
  - 1958年7月29日 - 8月8日 ラス・メルセデスの戦い
  - 1958年12月19日 - 30日 ヤグアハイ (Yaguajay)の戦い
  - 1958年12月28日 – 1959年1月1日 サンタ・クララの戦い
- 1961年4月17日 - 19日 ピッグス湾事件
- 1959-1965 エスカンブライ反乱

### セント・マーチン島
- 1568–1648 八十年戦争
  - 1633年6月 セント・マーチン島占領
  - 1644 セント・マーチン島攻撃

### トバゴ島
- 1672–1678 仏蘭戦争
  - 1677年3月 1677年3月の行動 (トバゴの戦い)

### ハイチ
- 1792年4月20日 – 1802年3月25日 フランス革命戦争
  - 1791–1804 ハイチ革命
    - 1798 ナイフ戦争
    - 1802年2月23日 スネーク・ガリーの戦い
    - 1802年3月4日 - 24日 クレ＝タ＝ピエロ(Crête-à-Pierrot)の戦い
    - 1803年11月18日 ヴェルティエールの戦い

中央アメリカとカリブ海の政治的進化

- 1915年7月28日 – 1934年8月1日 アメリカのハイチ占領
  - 1915年10月24日 - 25日 Dipitie砦の戦い
  - 1915年11月17日 Fort Rivièreの戦い
  - 1919年10月6日 - 7日 ポルトープランスの戦い(1919)
  - 1920年1月15日 ポルトープランスの戦い(1920)
- 1937年10月 パセリ虐殺
- 1994–1995 アップホールド・デモクラシー作戦
- 2004 ハイチ・クーデター事件
- 2004年2月 - 7月 セキュア・トゥモロー作戦

### ジャマイカ
- 1654–1660 英西戦争
  - 1655年5月19-27日 ジャマイカ侵攻
- 1934–1939 英領西インド諸島の労働者暴動

### グレナダ
- - 1973–1983 新宝石運動
    - 1983 グレナダ侵攻

## 関連リンク
- 中央アメリカの紛争一覧
- 南アメリカの紛争一覧
- ヨーロッパの紛争一覧
- アフリカの紛争一覧
- アジアの紛争一覧
- 近東の紛争一覧
- 中東の現代の紛争一覧
- 戦争一覧
- カナダの軍事史
- アメリカ合衆国の軍事史
- メキシコの軍事史
- イギリスによるアメリカ大陸の植民地化
- フランスによるアメリカ大陸の植民地化
- スペインによるアメリカ大陸の植民地化